# Açude Acaraú Mirim
Açude Acaraú Mirim är en reservoar i Brasilien.   Den ligger i delstaten Ceará, i den östra delen av landet, 1 600 kilometer nordost om huvudstaden Brasília. Açude Acaraú Mirim ligger 61 meter över havet. Arean är 5,9 kvadratkilometer. Den sträcker sig 4,2 kilometer i nord-sydlig riktning, och 5,5 kilometer i öst-västlig riktning.
Omgivningarna runt Açude Acaraú Mirim är huvudsakligen savann. Runt Açude Acaraú Mirim är det ganska glesbefolkat, med 23 invånare per kvadratkilometer.